# Kriostymulacja
Kriostymulacja – rodzaj termoterapii, dokładnie krioterapii (zimnolecznictwa) – wykorzystująca bodźce stymulujące, stosowane powierzchniowo, z zakresu temperatur kriogenicznych (poniżej –100 °C), działających bardzo krótko (2-3 min), dla wywołania i wykorzystania fizjologicznych i ustrojowych reakcji na zimno w celu wspomagania leczenia podstawowego i ułatwiania leczenia ruchem.

Przeczytaj ostrzeżenie dotyczące informacji medycznych i pokrewnych zamieszczonych w Wikipedii.